# Jørgen Ingmann
Jørgen Ingmann (ur. 26 kwietnia 1925 w Kopenhadze, zm. 21 marca 2015 w Holte) – duński muzyk jazzowy, zwycięzca 8. Konkursu Piosenki Eurowizji w 1963.

## Życiorys

### Kariera muzyczna
W późnych latach 50. występował jako Jørgen Ingmann i jego gitara (ang. Jørgen Ingmann and his guitar). W 1961 pod tym pseudonimem nagrał płytę Apache, która zajęła 1. miejsce w kanadyjskim CHUM Chart, 2. w amerykańskim Billboard Pop Singles Chart, 9. w Billboard R&B chart, 4. w Cashbox i 6. w Niemczech. W pierwszej połowie lat 60. stworzył wiele piosenek, które stały się przebojami w Niemczech: „Pepe”, „Anna”, „Violetta”, „Drina Marsch” i „Zorba le Grec”. Magazyn „Billboard” wspomniał, że 7 grudnia 1963 zajął drugie miejsce na duńskiej liście przebojów z piosenką „Marchen Til Drina”. 17 grudnia 1963 dotarł na pierwsze miejsce zestawienia.
Kolejnymi jego piosenkami są m.in.: „Tequila”, którą nagrał również z zespołem The Champs, oraz autorska wersja utworu Pinetopa Perkinsa „Pinetop’s Boogie Woogie”.
Występował także z żoną Grethe jako Grethe og Jørgen Ingmann. W 1963 z piosenką „Dansevise” wygrali duńskie preselekcje eurowizyjne Dansk Melodi Grand Prix, zostając reprezentantami Danii w 8. Konkursie Piosenki Eurowizji. Utwór został napisany przez Otto Franckera i Sejra Volmer-Sørensena. 23 marca wystąpili z ósmym numerem startowym w finale Konkursu Piosenki Eurowizji. Zajęli pierwsze miejsce, otrzymując od jurorów największą liczbę 42 punktów.
Zmarł 21 marca 2015 w Holte.

### Życie prywatne
W 1955 poznał Grethe Ingmann, którą poślubił rok później. W 1975 para rozwiodła się.